# フレッチャー・コックス
フレッチャー・コックス（Fletcher Cox 1990年12月13日 - ）は、ミシシッピ州ヤズーシティ出身の元プロアメリカンフットボール選手。現役時代のポジションはディフェンシブタックル。
現役時代をフィラデルフィア・イーグルス一筋で過ごしたフランチャイズ・プレイヤー。

## 経歴

### プロ入り前
ミシシッピ州立大学時代は4-3ディフェンスでプレーした。3年次の2011年には5サック、14.5ロスタックルをマークし、サウスイースト・コースト・カンファレンスのファーストチームに選ばれた。プロフットボール・ウィークリーより、オールアメリカンに選出された。
ドラフト前のコンバインでは、40ヤード走で4秒79とディフェンシブタックルの選手の中ではトップの記録を出した。

### フィラデルフィア・イーグルス
2012年のNFLドラフトで、1巡全体15位指名権を持っていたフィラデルフィア・イーグルスが、トレードアップを行い、全体12位で彼を指名した。ミシシッピ州立大学の選手としては、1983年のマイケル・ハディックス以来、同大学の守備ライン選手としては、1975年のジミー・ウェブ以来となる高順位での指名であった。同年6月18日、イーグルスと4年契約を結んだ。10月14日のデトロイト・ライオンズ戦では相手選手に殴りかかり、退場となった。その後2万1000ドルの罰金を科されている。11月26日のカロライナ・パンサーズとのマンデーナイトフットボールで尾骨を負傷して退場した。このシーズン彼は5.5サックをあげた。
2014年は61タックル、4.0サック、1ファンブルフォースの成績をあげた。2015年4月27日、イーグルスは5年目の契約オプションを行使した。
2015年は71タックル、9.5サックを挙げキャリア初のプロボウルに選出された。2016年にもプロボウル選出を果たした。

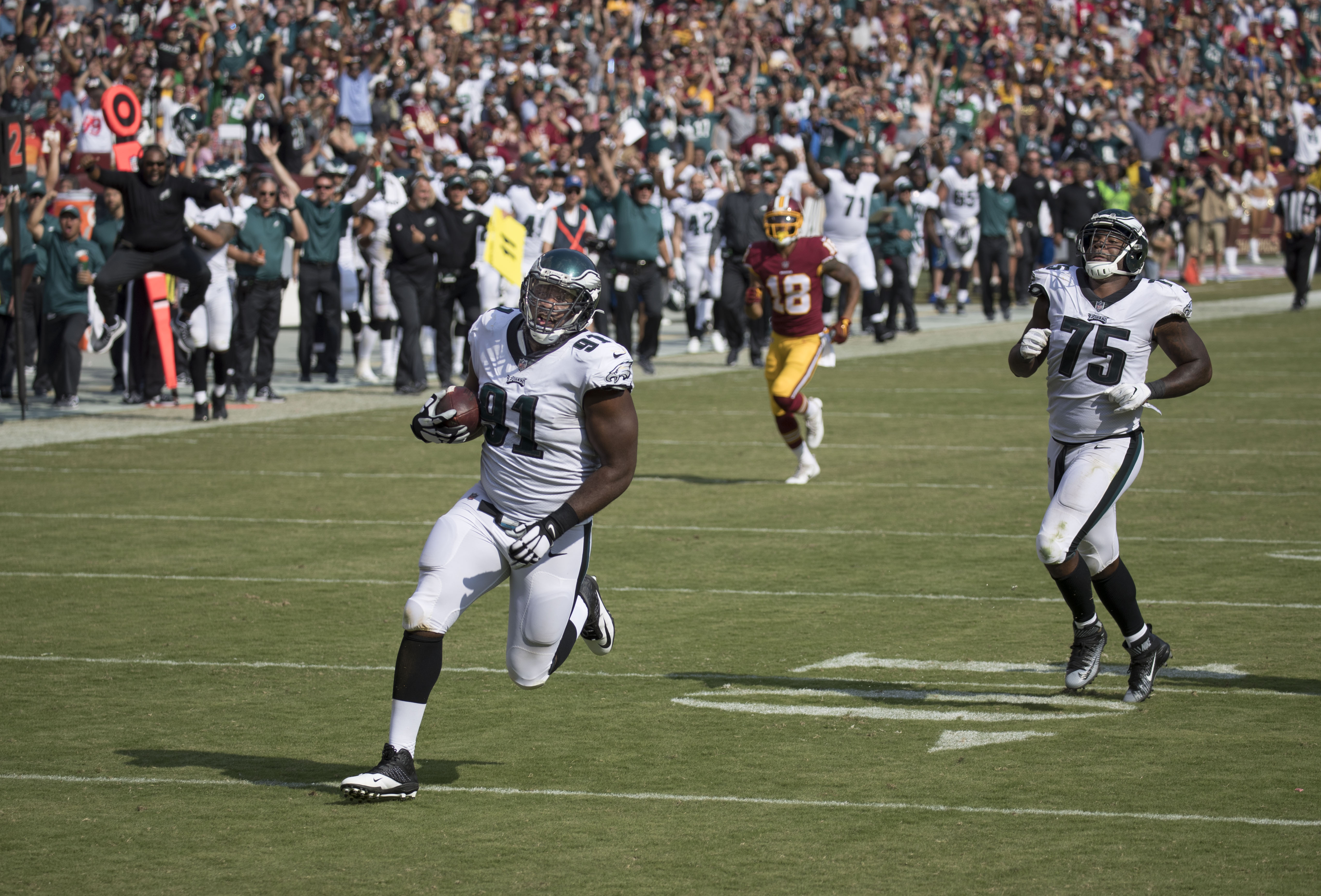
2017年のコックス

2017年の第1週のワシントン・レッドスキンズ戦では相手QBのカーク・カズンズがファンブルしたボールをリカバーし、タッチダウンをあげた。この年、チームはスーパーボウルに進出し、コックス自身も先発、1タックルを記録した。チームは41-33でニューイングランド・ペイトリオッツに勝利し、スーパーボウルチャンピオンに輝いた。
2018年の第17週のレッドスキンズ戦で3タックル、4ロスタックル、1ファンブルフォースを挙げ、チームは24-0で勝利した。コックス自身も守備部門のNFCの週間MVPに輝いた。
2019年シーズン、第7週のダラス・カウボーイズ戦ではダック・プレスコット相手にサックとファンブルフォースを記録、第8週のバッファロー・ビルズ戦ではジョシュ・アレン相手に1.5サックを挙げた。このシーズン、通算5回目のプロボウルに選出され、NFLの2010年代のオールディケドチームに選ばれた。
2020年シーズン、シーズン最終戦を除いた15試合に出場し、6.5サックと41タックルを挙げ、6年連続でプロボウルに選出された。
2021年シーズンは3.5サック、35タックルを挙げたが、プロボウル選出を逃した。このシーズンオフに一度リリースされたが、1年契約を結び直した。
2022年シーズンは17試合に出場し、7サック・43タックルを記録した。スーパーボウルでは1タックルを記録した。
2023年も1年契約を結び、イーグルスに残留した。シーズン終了後に現役引退を表明した。